# Wereldkampioenschap superbike van Assen 2010
Het wereldkampioenschap superbike van Assen 2010 was de vierde ronde van het wereldkampioenschap superbike en het wereldkampioenschap Supersport 2010. De races werden verreden op 25 april 2010 op het TT-Circuit Assen nabij Assen, Nederland.

## Superbike

### Race 1
| Pos | Nr  | Rijder           | Constructeur | Rondes | Tijd        | Grid | Punten |
| --- | --- | ---------------- | ------------ | ------ | ----------- | ---- | ------ |
| 1   | 65  | Jonathan Rea     | Honda        | 22     | 35:38.483   | 1    | 25     |
| 2   | 52  | James Toseland   | Yamaha       | 22     | +1.106      | 10   | 20     |
| 3   | 2   | Leon Camier      | Aprilia      | 22     | +1.249      | 5    | 16     |
| 4   | 7   | Carlos Checa     | Ducati       | 22     | +1.548      | 6    | 13     |
| 5   | 11  | Troy Corser      | BMW          | 22     | +2.738      | 3    | 11     |
| 6   | 3   | Max Biaggi       | Aprilia      | 22     | +2.813      | 11   | 10     |
| 7   | 96  | Jakub Smrž       | Ducati       | 22     | +6.296      | 2    | 9      |
| 8   | 35  | Cal Crutchlow    | Yamaha       | 22     | +12.022     | 9    | 8      |
| 9   | 67  | Shane Byrne      | Ducati       | 22     | +12.146     | 7    | 7      |
| 10  | 41  | Noriyuki Haga    | Ducati       | 22     | +19.753     | 15   | 6      |
| 11  | 91  | Leon Haslam      | Suzuki       | 22     | +22.204     | 4    | 5      |
| 12  | 66  | Tom Sykes        | Kawasaki     | 22     | +22.282     | 14   | 4      |
| 13  | 84  | Michel Fabrizio  | Ducati       | 22     | +22.780     | 8    | 3      |
| 14  | 50  | Sylvain Guintoli | Suzuki       | 22     | +23.364     | 13   | 2      |
| 15  | 99  | Luca Scassa      | Ducati       | 22     | +37.097     | 17   | 1      |
| 16  | 57  | Lorenzo Lanzi    | Ducati       | 22     | +39.467     | 18   |        |
| 17  | 77  | Chris Vermeulen  | Kawasaki     | 22     | +46.468     | 19   |        |
| 18  | 15  | Matteo Baiocco   | Kawasaki     | 22     | +57.170     | 21   |        |
| 19  | 95  | Roger Lee Hayden | Kawasaki     | 22     | +1:01.634   | 22   |        |
| 20  | 76  | Max Neukirchner  | Honda        | 22     | +1:04.295   | 16   |        |
| DNF | 23  | Broc Parkes      | Honda        | 9      | Uitgevallen | 20   |        |
| DNF | 111 | Rubén Xaus       | BMW          | 8      | Uitgevallen | 12   |        |

### Race 2
| Pos | Nr  | Rijder           | Constructeur | Rondes | Tijd        | Grid | Punten |
| --- | --- | ---------------- | ------------ | ------ | ----------- | ---- | ------ |
| 1   | 65  | Jonathan Rea     | Honda        | 22     | 35:43.137   | 1    | 25     |
| 2   | 91  | Leon Haslam      | Suzuki       | 22     | +1.942      | 4    | 20     |
| 3   | 52  | James Toseland   | Yamaha       | 22     | +3.928      | 10   | 16     |
| 4   | 3   | Max Biaggi       | Aprilia      | 22     | +4.067      | 11   | 13     |
| 5   | 11  | Troy Corser      | BMW          | 22     | +4.176      | 3    | 11     |
| 6   | 7   | Carlos Checa     | Ducati       | 22     | +4.525      | 6    | 10     |
| 7   | 96  | Jakub Smrž       | Ducati       | 22     | +4.682      | 2    | 9      |
| 8   | 67  | Shane Byrne      | Ducati       | 22     | +7.698      | 7    | 8      |
| 9   | 76  | Max Neukirchner  | Honda        | 22     | +9.903      | 16   | 7      |
| 10  | 111 | Rubén Xaus       | BMW          | 22     | +11.465     | 12   | 6      |
| 11  | 99  | Luca Scassa      | Ducati       | 22     | +15.489     | 17   | 5      |
| 12  | 84  | Michel Fabrizio  | Ducati       | 22     | +23.604     | 8    | 4      |
| 13  | 50  | Sylvain Guintoli | Suzuki       | 22     | +29.085     | 13   | 3      |
| 14  | 77  | Chris Vermeulen  | Kawasaki     | 22     | +35.401     | 19   | 2      |
| 15  | 15  | Matteo Baiocco   | Kawasaki     | 22     | +44.330     | 21   | 1      |
| 16  | 95  | Roger Lee Hayden | Kawasaki     | 22     | +50.830     | 22   |        |
| 17  | 23  | Broc Parkes      | Honda        | 22     | +58.819     | 20   |        |
| DNF | 2   | Leon Camier      | Aprilia      | 20     | Ongeluk     | 5    |        |
| DNF | 35  | Cal Crutchlow    | Yamaha       | 11     | Uitgevallen | 9    |        |
| DNF | 41  | Noriyuki Haga    | Ducati       | 6      | Uitgevallen | 15   |        |
| DNF | 57  | Lorenzo Lanzi    | Ducati       | 0      | Ongeluk     | 18   |        |
| DNF | 66  | Tom Sykes        | Kawasaki     | 0      | Ongeluk     | 14   |        |

## Supersport
| Pos | Nr  | Rijder            | Constructeur | Rondes | Tijd        | Grid | Punten |
| --- | --- | ----------------- | ------------ | ------ | ----------- | ---- | ------ |
| 1   | 50  | Eugene Laverty    | Honda        | 21     | 34:45.753   | 2    | 25     |
| 2   | 26  | Joan Lascorz      | Kawasaki     | 21     | +2.796      | 4    | 20     |
| 3   | 54  | Kenan Sofuoğlu    | Honda        | 21     | +2.962      | 1    | 16     |
| 4   | 7   | Chaz Davies       | Triumph      | 21     | +23.040     | 9    | 13     |
| 5   | 14  | Matthieu Lagrive  | Triumph      | 21     | +26.338     | 6    | 11     |
| 6   | 127 | Robbin Harms      | Honda        | 21     | +32.544     | 10   | 10     |
| 7   | 4   | Gino Rea          | Honda        | 21     | +36.591     | 11   | 9      |
| 8   | 37  | Katsuaki Fujiwara | Kawasaki     | 21     | +36.697     | 7    | 8      |
| 9   | 55  | Massimo Roccoli   | Honda        | 21     | +36.879     | 13   | 7      |
| 10  | 117 | Miguel Praia      | Honda        | 21     | +47.288     | 15   | 6      |
| 11  | 5   | Alexander Lundh   | Honda        | 21     | +48.168     | 14   | 5      |
| 12  | 40  | Jason DiSalvo     | Triumph      | 21     | +49.006     | 12   | 4      |
| 13  | 9   | Danilo Dell'Omo   | Honda        | 21     | +1:28.408   | 16   | 3      |
| 14  | 8   | Bastien Chesaux   | Honda        | 21     | +1:36.505   | 17   | 2      |
| 15  | 33  | Paola Cazzola     | Honda        | 20     | +1 ronde    | 18   | 1      |
| 16  | 10  | Imre Tóth         | Honda        | 20     | +1 ronde    | 19   |        |
| DNF | 99  | Fabien Foret      | Kawasaki     | 13     | Ongeluk     | 5    |        |
| DNF | 25  | David Salom       | Triumph      | 3      | Ongeluk     | 8    |        |
| DNF | 51  | Michele Pirro     | Honda        | 3      | Uitgevallen | 3    |        |

## Tussenstanden na wedstrijd

### Superbike
| Pos | Nr | Rijder         | Team    | Punten |
| --- | -- | -------------- | ------- | ------ |
| 1   | 91 | Leon Haslam    | Suzuki  | 148    |
| 2   | 3  | Max Biaggi     | Aprilia | 128    |
| 3   | 65 | Jonathan Rea   | Honda   | 110    |
| 4   | 7  | Carlos Checa   | Ducati  | 103    |
| 5   | 52 | James Toseland | Yamaha  | 86     |

### Supersport
| Pos | Nr  | Rijder         | Team     | Punten |
| --- | --- | -------------- | -------- | ------ |
| 1   | 26  | Joan Lascorz   | Kawasaki | 85     |
| 2   | 54  | Kenan Sofuoğlu | Honda    | 77     |
| 3   | 50  | Eugene Laverty | Honda    | 66     |
| 4   | 7   | Chaz Davies    | Triumph  | 46     |
| 5   | 127 | Robbin Harms   | Honda    | 35     |

1992 · 1993 · 1994 · 1995 · 1996 · 1997 · 1998 · 1999 · 2000 · 2001 · 2002 · 2003 · 2004 · 2005 · 2006 · 2007 · 2008 · 2009 · 2010 · 2011 · 2012 · 2013 · 2014 · 2015 · 2016 · 2017 · 2018 · 2019 · 2021 · 2022 · 2023 · 2024 · 2025